# Diaphus problematicus
Diaphus problematicus és una espècie de peix de la família dels mictòfids i de l'ordre dels mictofiformes.

## Morfologia
- Els mascles poden assolir 10,5 cm de longitud total.[4][5]

## Reproducció
Assoleix la maduresa sexual quan arriba als 7,6 cm de longitud.

## Hàbitat
És un peix marí i d'aigües profundes que viu entre 40-820 m de fondària.

## Distribució geogràfica
Es troba a les regions tropicals de l'Atlàntic, l'Índic i el Pacífic.